# 勒索尔舒瓦
勒索尔舒瓦（法語：Le Saulchoy，法語發音：[lə so(l)ʃwa]）是法国瓦兹省的一个市镇，属于博韦区。

## 地理
勒索尔舒瓦（49°38'1"N, 2°8'24"E）面积4.97 平方千米，位于法国上法蘭西大區瓦兹省，该省份为法国北部内陆省份，北起索姆省，西接厄尔省和滨海塞纳省，南至塞纳-马恩省和瓦兹河谷省，东临埃纳省。
与勒索尔舒瓦接壤的市镇（或旧市镇、城区）包括：卡特、多梅利耶、方丹-博讷洛、弗朗卡斯泰勒、勒加莱、维耶夫维莱尔。

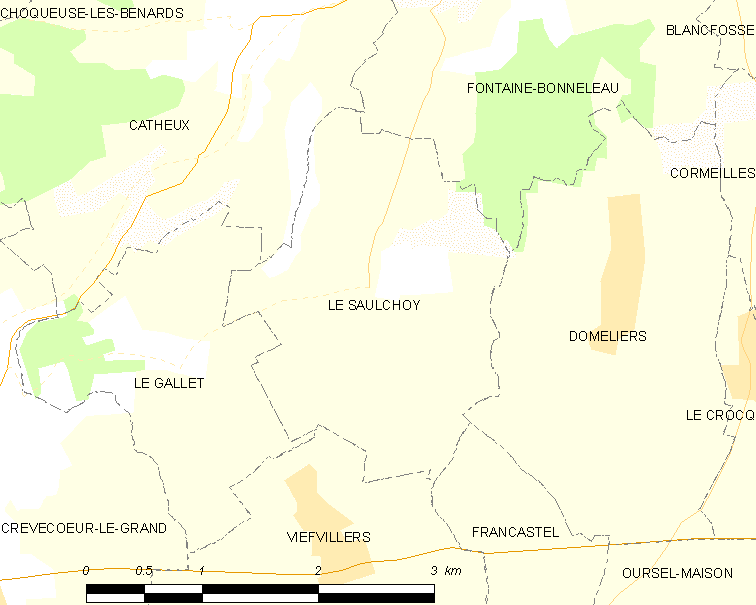
勒索尔舒瓦的OSM定位图

勒索尔舒瓦的时区为UTC+01:00、UTC+02:00（夏令时）。

## 行政
勒索尔舒瓦的邮政编码为60360，INSEE市镇编码为60608。

## 政治
勒索尔舒瓦所属的省级选区为圣瑞斯特昂绍塞县。

## 人口

1962-2008年间勒索尔舒瓦人口变化图示

勒索尔舒瓦于2022年1月1日时的人口数量为105人。